# 采尔特韦格
采尔特韦格是奥地利施泰尔马克州的一个镇。